# Merveille (beignet)
Pour les articles homonymes, voir Merveille.
Les merveilles sont des beignets typiques du Sud-Ouest de la France (Gascogne, Bordelais, Charentes, Périgord) ainsi que de la Vallée d'Aoste et de la Suisse romande.
Elles sont proches des bugnes et des oreillettes.

## Origine
Initialement ces beignets étaient préparés lors du carnaval pour célébrer le Mardi gras. 

## Ingrédients
Outre la farine, les œufs et le lait, les ingrédients nécessaires sont du sucre ou du miel, de l'eau de fleur d'oranger et une cuillère d'armagnac,.

## Préparation
Cet appareil est travaillé pour obtenir une pâte très fine qui cuit en 5 minutes dans du beurre chaud. En Gascogne où le beurre n’était à peu près jamais employé, on utilisait de l’huile. Ces beignets se dégustent chauds recouverts de sucre ou de miel. Légers à la pâte un peu sablée, ils cousinent avec les bugnes du Lyonnais.

## Variétés
Les merveilles comme bugnes sont connus dans de nombreux pays en Europe où ils ont leurs noms régionaux. En Vallée d'Aoste, ces beignets sont appelés merveilles, du fait qu'il s'agit d'une région francophone, à la différence du reste d'Italie.
| Pays ou région | Dénomination                                                               |
| -------------- | -------------------------------------------------------------------------- |
| Biélorussie    | хрушчы ou фаворкі                                                          |
| Croatie        | krostole                                                                   |
| Danemark       | klejner                                                                    |
| Allemagne      | Raderkuchen                                                                |
| Hongrie        | csöröge                                                                    |
| Italie         | bugie, cenci, chiacchiere, frappe, crostoli, lattughe, galani ou sfrappole |
| Lituanie       | žagarėliai                                                                 |
| Pologne        | chruściki, chrusty ou Faworki                                              |
| Roumanie       | minciunele, cirighele ou scovergi                                          |
| Russie         | хворост                                                                    |
| Slovaquie      | fánka                                                                      |
| Suède          | klenäter                                                                   |
| Ukraine        | вергуни                                                                    |
| France         | bugnes ou merveilles                                                       |